# Bembecia ceiformis
Bembecia ceiformis is een vlinder uit de familie wespvlinders (Sesiidae), onderfamilie Sesiinae.
Bembecia ceiformis is voor het eerst wetenschappelijk beschreven door Staudinger in 1881. De soort komt voor in het Palearctisch gebied.